# Città di Isernia San Leucio
La Città di Isernia San Leucio, meglio nota come Isernia, è una società calcistica italiana con sede nella città di Isernia. Milita in Eccellenza, quinta divisione del campionato italiano di calcio. 
La squadra risulta essere stata fondata nel 1928 e rifondata nel 1987, nel 2005 e nel 2010. Il livello più alto raggiunto dal club è stato la quarta divisione nazionale, nella quale i pentri hanno all'attivo sei campionati, tre sono di Serie C2, dove il miglior risultato è costituito da un tredicesimo posto e tre di Serie D.
Nel suo palmares annovera, a livello interregionale, due campionati di Serie D vinti (1983-1984, 2002-2003), oltre a vari titoli a livello regionale.
I colori sociali sono storicamente il bianco e il celeste, e la squadra disputa le gare interne presso lo Stadio Mario Lancellotta.

## Storia

### Delle origini agli anni settanta

Isernia 1928

Le origini del calcio isernino risalgono al 1928 con la prima partecipazione ufficiale al campionato di Terza Divisione Abruzzo - Molise 1927-1928, con il nome di S.S. Samnium Isernia.
Ben presto la denominazione verrà cambiata in Isernia.
Nella stagione 1955-1956 l'Isernia conquista la promozione al massimo campionato regionale, la Promozione Campania - Molise.
Nella stagione 1956-1957 l'Isernia ottiene una salvezza tranquilla posizionandosi al 14º posto.
Nella stagione successiva la Promozione, che era la V serie del calcio italiano, cambia denominazione in Campionato Nazionale Dilettanti. L'Isernia vi parteciperà nel girone A campano per alcune stagioni prima di retrocedere.
Nel 1965/66 l'Isernia cambia denominazione in SS. Aesernia.
Nella stagione 1971-1972 l'Aesernia vince il campionato di I Categoria Campana e viene promossa nel campionato di Promozione Campana.
Da questo momento l'Aesernia militerà a lungo nel girone A della Promozione Campana sino alla stagione 1980/1981, al termine della quale viene ripescata nel Campionato Interregionale per completamento organici.

### Gli anni ottanta e novanta

Aesernia 1985-1986

L'Aesernia milita nel Campionato Interregionale nelle successive 3 stagioni. Nella  stagione 1983/1984 l'Aesernia ottiene la prima storica promozione in Serie C2, guidati dal tecnico Claudio Di Pucchio e dal presidente Remo Pontarelli, dopo un avvincente testa a testa con il Pro Cisterna, vincendo lo scontro diretto con i laziali alla penultima giornata per 1-0 in casa e vincendo a tavolino una partita contro il Casalotti per una aggressione a dei giocatori. 
Nella stagione 1984-1985 l'Aesernia si piazza al 13º posto. Nella stagione 1985-1986 l'Aesernia si piazza al 18º posto e retrocede nel Campionato Interregionale.
Al termine della stagione 1986-1987 viene decretato il fallimento dell'S.S. Aesernia. Contemporaneamente viene fondata una nuova società con la denominazione di Isernia '86. Con l'autonomia calcistica regionale del 1991/92 l'Isernia partecipa al primo campionato di Promozione Molisana. Al termine della stagione 1991/92 ottiene la promozione alla nuova Eccellenza Molisana. Nello stesso anno assume la denominazione di Polisportiva Isernia, con cui partecipa al campionato di Eccellenza Molisana per sei stagioni.
Al termine della stagione 1997/1998 ottiene la promozione in Serie D.
Dopo la vittoria nel girone unico dell'Eccellenza molisana nella stagione 1997-1998 e la promozione in serie D, l'allora Polisportiva Isernia venne fusa con l'Isernia Calcio Sport, altra associazione calcistica della città, militante in Eccellenza. La nuova società prese la denominazione di Isernia Football Club, e lascia l'impianto di via X Settembre per spostarsi nel più moderno impianto di contrada Le Piane.

### Gli anni duemila
Disputa 5 campionati di serie D, di cui 2 nel girone H e 3 nel G, l'Isernia approda nuovamente in serie C2 con la vittoria del campionato nella stagione 2002-2003 girone G, ottenuta matematica pareggiando in casa per 1-1 alla penultima giornata il 4 maggio contro la Boys Caivanese, diretta contendente per il primo posto. Nello stesso anno l'Isernia partecipa alla poule scudetto insieme alle altre 8 squadre vincenti nei vari gironi della Serie D, perdendo in finale con la Cavese e arriva fino alle semifinali per la Coppa Italia Serie D dove esce per mano della futura vincitrice Olimpic Sansovino.
Nella stagione 2003-2004, nel girone B di serie C2, la squadra si piazza 14º e riesce a salvarsi ai playout contro il Tivoli con un doppio pareggio, con il gol decisivo al ritorno oltre il novantesimo che fissa il risultato sull'1-1 e che certifica la salvezza; tuttavia la società di proprietà di Antonino Pane fallisce, facendo svanire la possibilità di continuare l'avventura tra i professionisti.
Nella stagione 2004/2005 Isernia rimane senza calcio: bisognerà infatti aspettare un anno, prima di rivedere una squadra nel capoluogo pentro.
Nel 2005 nasce l'ASD Isernia Pentra Sport che arriva seconda nel campionato di I categoria. Viene ripescata in Promozione dopo gli spareggi con le seconde classificate. Nella stagione 2006-2007 l'Isernia Pentra Sport si piazza quinta nel campionato di Promozione Regionale, perde i playoff in finale con la Frentana Larino, ma viene promossa comunque in Eccellenza grazie ad un ripescaggio. Nella stagione 2007-2008 l'Isernia arriva 14^ nel campionato di Eccellenza Molisana e retrocede in Promozione dopo essere stata sconfitta nei playout contro la Frentana Larino. Viene comunque ripescata in Eccellenza al posto del rinunciatario Scapoli. Nella stagione 2008-2009 l'Isernia Pentra Sport si piazza nuovamente 14^ nel campionato di Eccellenza. Nel maggio 2009, a seguito della sconfitta nei playout contro il Guglionesi, retrocede in Promozione Regionale.
L'Isernia Pentra Sport chiuderà definitivamente la sua avventura al termine della stagione 2009-2010 piazzandosi 14^ nel campionato di Promozione e retrocedendo in I categoria dopo la sconfitta nei playout contro la Domenico De Sisto.
Nel frattempo nel 2009 si costituisce grazie alla fusione tra lo Sporting Aesernia, squadra minore cittadina sino ad allora militante in prima categoria e la compagine campana dell'ASD Real Rocca d'Evandro 2006, fresco vincitore del campionato di promozione molisana, l'ASD Real Isernia consentendo ad una squadra cittadina di militare nuovamente nel massimo campionato regionale. Nella stagione 2009/2010 il Real Isernia arriva quarto nel campionato di eccellenza e partecipa ai playoff, vincendo la finale regionale e approdando alla fase nazionale. Qui, dopo aver superato il Kamarat in semifinale, vede sfumare il sogno "Serie D" in finale con l'Ebolitana, a seguito di un pareggio in casa (2-2) e un pareggio in trasferta (1-1).

### Gli anni duemiladieci
Al termine della stagione 2010-2011, dopo un entusiasmante lotta a tre con Turris S.Croce e Montenero, conquista il primo posto grazie alla vittoria per 5-1 contro il Larino, nell'ultima giornata di campionato. Per l'Isernia è il ritorno in serie D a sette anni di distanza dalla sciagurata gestione di Antonino Pane.
Il 31 maggio 2011 tramite una conferenza stampa viene lanciato il progetto di azionariato popolare "'Sernia Mea" per l'Isernia Calcio, fortemente voluto dal presidente Gianni Monfreda e dal consulente Andrea Ruggeri, general manager di BMS Srl (agenzia romana di sports-marketing & communication). Il progetto era quello di fondare una nuova società a responsabilità limitata dilettantistica denominata "Isernia Football Club" da fondere con l'"ASD Real Isernia" o, in alternativa, una semplice trasformazione dell'ASD in Srl con conseguente cambio di denominazione sociale. Tale operazione avrebbe consentito una migliore gestione amministrativa e la reale suddivisione in quote del capitale sociale. Inoltre il progetto prevedeva la concessione del 10% delle quote sociali all'Associazione Isernia Mia che avrebbe avuto così la possibilità di eleggere un proprio rappresentante all'interno del Consiglio Direttivo dell'Isernia F.C. Dato lo scarso successo, il progetto è stato abbandonato dopo pochi mesi.
Nel 2011 l'ASD Real Isernia cambia denominazione in ASD Isernia Football Club. Nella stagione 2011-2012 l'Isernia Footbal Club si piazza quinta nel girone F di serie D e partecipa ai play off, perdendo in semifinale con la Sambenedettese.
Nella stagione 2012-2013 l'Isernia F.C. chiude al 13º posto, in zona playout, ma conquista la permanenza diretta in serie D in virtù di un distacco superiore a 8 punti dalla diretta concorrente. Nella Coppa Italia Serie D 2012-2013 viene eliminata ai quarti di finale.
Nell'estate del 2013 l'A.S.D. Isernia F.C. viene ceduta ad una nuova compagine societaria formata da Claudio Pucciarelli, dal procuratore sportivo Gaetano Battiloro e dall'agente Fifa Martino Scibilia che vanno a ricoprire rispettivamente i ruoli di presidente, direttore sportivo e direttore generale. Il 1º luglio 2013 viene assunto in qualità di allenatore Alberto Savino, che però si dimetterà il 28 luglio a distanza di 48 ore dal ritiro. Successivamente la panchina dell'Isernia viene affidata a Giovanni Renna. Dopo 5 sconfitte consecutive, Renna viene esonerato. Al suo posto giunge sulla panchina dell'Isernia Santo Mazzullo.
Il 4 ottobre 2013, dopo un avvio di stagione turbolento caratterizzato da risultati sportivi negativi e dal mancato adempimento degli oneri economici dovuti ai giocatori e allo staff tecnico, viene formalizzata la cessione ad una nuova compagine formata dall'imprenditore italo-canadese Saverio De Benedictis in qualità di presidente e dall'immobiliarista irpino Generoso Mario Guarino in qualità di direttore generale e vicepresidente. Ben presto però anche questa gestione si rivelerà fallimentare, perché priva di qualsiasi garanzia economica. Così, dopo appena 13 giorni, il presidente De Benedictis verrà costretto alle dimissioni. Il 22 ottobre 2013 il titolo dell'Isernia F.C. verrà riconsegnato dallo stesso De Benedictis a Gaetano Battiloro. Questo in un secondo momento affiderà la gestione societaria ad un gruppo di quattro imprenditori isernini, tra cui l'ex presidente Gianni Monfreda, avente il compito di traghettare il titolo dell'Isernia Fc verso una nuova compagine societaria.
Il 13 novembre 2013, dopo un incontro tra Battiloro e una delegazione formata dal procuratore Michele Cozzone, dal direttore sportivo Dino Pietrangelo e dallo sponsor Vittorio Favellato, il titolo viene riconsegnato definitivamente alla città di Isernia. Si chiude così la gestione Battiloro che verrà ricordata come uno dei periodi più bui per il calcio cittadino, dopo il fallimento targato Antonino Pane.
Il 28 dicembre 2013 l'incarico di presidente viene affidato all'Avv. Antonio Gialloreto. Il 3 gennaio 2013 è stato ufficializzato il nuovo tecnico Michele Califano. 
Gialloreto però si dimetterà il 21 dicembre e al suo posto subentrerà, in qualità di principale finanziatore del club, l'imprenditore isernino Mario Ciampittiello, che traghetterà la squadra fino a fine campionato, ma non assumerà mai formalmente la carica di presidente. Infatti il 15 marzo 2014, durante una conferenza stampa, verrà finalmente chiarito il nuovo organigramma, tenuto praticamente segreto fino a quel momento. Il direttivo della società risulterà composto dal presidente Duilio Petrarca e dal direttore sportivo e vicepresidente Dino Petrangelo.
Alla fine della stagione la squadra retrocede direttamente nel campionato regionale di Eccellenza Molise.
Nella stagione 2014-2015 l'Isernia vince il campionato di Eccellenza Molise con quattro giornate d'anticipo, superando in volata la diretta concorrente Gioventù Calcio Dauna e totalizzando complessivamente 26 vittorie, un pareggio e 3 sconfitte. Nella stessa stagione l'Isernia vince la fase regionale della Coppa Italia Dilettanti, superando l'Olimpia Riccia nella finale disputata allo Stadio Nuovo Romagnoli di Campobasso.
Durante l'estate successiva, il sodalizio viene rilevato da una cordata composta da imprenditori locali e capeggiata dal presidente Luigi Mazzocco e dal vicepresidente Antonio Biscotti.
Durò poco l'avventura in D dei bianco-celesti che vengono sconfitti dal Monticelli ai playout sancedone la retrocessione in Eccellenza.
Dopo due stagioni, il 29 aprile 2018 i pentri ritornano in Serie D dopo il pareggio esterno contro il Termoli.
Il ritorno nella massima serie dilettantistica dura solo una stagione, e l'Isernia, guidato da Massimo Silva ritorna in Eccellenza dopo aver chiuso il campionato al penultimo posto del girone F, e il ritorno nella massima serie regionale si conclude con un nono posto.

### Anni duemilaventi
Nell'Eccellenza molisana 2020-2021, dopo essersi fusa con l'U.S. Roccasicura e aver cambiato denominazione in Città di Isernia Fraterna Roccasicura, si trova testa a testa con l'Aurora Alto Casertano per la vittoria del campionato e, complice il blocco imposto per i dilettanti per il coronavirus ad ottobre e la ripartenza soltanto ad Aprile, con il nuovo formato che prevedeva i playoff per i primi quattro, l'Isernia si classificò seconda, conquistò la finale nella doppia sfida con il Venafro ma, al neutro del Nuovo Romagnoli di Campobasso perse ai rigori contro l'Aurora, dopo che i tempi supplementari erano finiti 1-1.
Nel giugno del 2021 si fonde con la locale scuola calcio San Leucio e cambia nome in "Città di Isernia San Leucio Roccasicura".
Nel campionato di Eccellenza 2021-2022 parte con i favori del pronostico, ma la vede alla fine del girone di andata distaccata di 10 punti dal primo posto occupato dal Termoli, con i biancoazzurri che ne hanno conquistati 32. Proprio per lo scontro diretto con il Termoli alla 5ª giornata perso per 3-1, mister Antonio Pecoraro viene sollevato dall'incarico (dopo aver conquistato 7 punti nelle prime 5 giornate) e al suo posto viene scelto Pierluigi De Bellis. Nel frattempo l'Isernia vince la Coppa Italia Dilettanti Molise nella finale contro il Campomarino, qualificandosi di diritto alla fase nazionale, dove arriva fino ai quarti dove viene eliminata dai sardi dell'Ossese. In campionato migliorano il loro rendimento, battono anche la capolista Termoli ma non riescono a insidiare il primo posto, chiudendo al secondo posto con 73 punti, a 6 lunghezze di distanza dagli adriatici, dovendo quindi partecipare ai playoff. Vince la finale playoff regionale contro l'Olympia Agnonese, ma escono nella fase nazionale contro l'Akragas per la regola dei gol in trasferta.
Per l'inizio della nuova stagione 2022-2023, la società cambia nome in Città di Isernia San Leucio essendo nato a Roccasicura una nuova società dilettantistica, fa domanda di ripescaggio in serie D, ma non riesce ad essere ammessa nonostante fosse terza in graduatoria per i ripescaggi.
Conseguentemente si prepara a tentare di vincere il campionato d'2022-2023, ma i piani vengono rovinati dal fatto che per fare ripartire il Campobasso (non iscritto in Serie C), viene usato il titolo sportivo dell'U.S. Campobasso 1919 per l'immediato ritorno in D. La lotta è dura e per l'Isernia diventano fatali gli sconti diretti persi entrambi con il Campobasso, riuscendo comunque a tenere aperto il campionato fino all'ultimo chiudendo con 82 punti (sui 90 disponibili), a due lunghezze di distacco dai rossoblù, accedendo direttamente ai playoff nazionali dove esce alla semifinale nel doppio confronto con l'Agropoli. In Coppa Italia Dilettanti Molise esce ai quarti contro il Venafro.
La stagione successiva riprova per il quarto anno consecutivo di vincere il campionato e deve giocare praticamente tutto il campionato a Cerro al Volturno in quanto lo stadio di casa è inagibile per il rifacimento del fondo: un paio di pareggi nel bel mezzo del girone d'andata fanno allontanare l'Isernia dalla vetta occupata dall'Aurora Alto Casertano, ma proprio grazie alla vittoria contro quest'ultimi e approfittando di un loro pareggio, chiude da prima in classifica il girone d'andata. In Coppa Italia Molise esce ai quarti per mano dei campani. Anche il girone di ritorno è simile al girone d'andata, due pareggi che fanno allontanare dalla vetta della classifica, poi il passo falso dei campani e la vittoria nello scontro diretto a quattro giornate dalla fine indirizzano il campionato per i pentri, vincendo il campionato con due giornate d'anticipo ottenendo così il tanto agognato ritorno in Serie D, chiudendo con 82 punti e nessuna sconfitta.
La quarta serie dura poco: dopo aver conquistato 14 punti nelle prime 8 partite, l'Isernia non riesce più a vincere scivolando all'ultimo posto in classifica. Torna alla vittoria solo alla 28ª giornata, riuscendo a vincerne altre due di fila. Dopo le sconfitte con L'Aquila e Roma City e la vittoria con l'Avezzano, nell'ultima partita, sul campo del Fossombrone, quando con un pareggio potrebbe almeno disputare i play-out, subisce il gol al 94', condannandola alla retrocessione in Eccellenza Molise.

## Colori e simboli

### Colori
I colori della maglia dell'Isernia sono il bianco e il celeste, ripresi dal gonfalone della città.
Tali tinte vengono disposte in verticale sulla maglia casalinga.

### Simboli ufficiali

#### Stemma
Il simbolo dell'Isernia Football Club è uno scudo sannitico. La cornice di colore blu forma nella parte superiore un riquadro rettangolare con all'interno la scritta in maiuscolo Isernia F.C. All'interno lo sfondo è suddiviso obliquamente in due settori, bianco e celeste. In posizione centrale è presente un pallone da calcio, su cui campeggiano le iniziali della città composte da un bastone intorno al quale è attorcigliato un serpente. A partire dal 2020 lo stemma cambia e diventa ovale, con al centro sempre le lettere intrecciate colore d'oro e con una torre sullo sfondo bianco, mentre in basso, dove c'è un pallone su cui poggiano le lettere, lo sfondo è a strisce con il colore azzurro che risalta, mentre il bianco è di meno.

#### Inno
L'inno ufficiale della squadra si chiama Forza Isernia.

## Strutture

### Stadio
L'Isernia gioca le partite casalinghe presso lo stadio Mario Lancellotta. L'impianto, che ha una capienza di 1592 posti, è stato inaugurato nel 1998 e sostituisce il vecchio e storico impianto situato al centro della città (ora abbattuto per fare posto all'auditorium di Isernia) che era intitolato alle vittime del bombardamento di Isernia del 10 settembre 1943.
Il 15 novembre del 2008 è stato intitolato a Mario Lancellotta, già sindaco di Isernia tra il 1975 e il 1977 e presidente del Comitato Regionale CONI Molise tra il 1976 e il 1998.
Fanno parte dello stadio un campo da calcio in erba naturale, una pista di atletica, e un campo da calcio in erba sintetica (antistadio).

### Centro di allenamento
L'Isernia svolge i propri allenamenti allo stadio Mario Lancellotta.

## Società

### Organigramma societario
Organigramma preso dal sito ufficiale della società
- Francesco Paolo Traisci - Presidente
- Gianvito Zarlenga - Vice Presidente
- Giorgio Palmegiano - Direttore generale e sportivo
- Mario Capretta - Tesoriere
- Paki Lombardi - Dir. Accompagnatore
- Fabio Sfera - Resp. Settore giovanile e Resp. Tecnico giovanili

### Sponsor
| Cronologia degli sponsor tecnici - 1979-2010 … - 2010-2011 Erreà - 2011-2013 Macron - 2013-2014 Joma - 2015-2016 Zeus Sport - 2016-2018 Classics - 2018-2022 Givova - 2022- Realize Sport | Cronologia degli sponsor ufficiali - 1981-2010 ... - 2010-2011 CMTI Impianti - 2011-2012 Acqua Castellina - 2012-2013 ... - 2013-2015 Ciampittiello - 2015-2016 Eneide Luce e Gas s.r.l. - 2016-2019 OdontoSalute Isernia - 2022-2023 GLS, Erredi Costruzioni, DM Consulting, PDC Pubblicitá, Sorsi & Morsi - 2023-2024 Erredi Costruzioni, C&F Costruzioni, CO.M.AB. s.r.l., Grafica Isernina, 2D Consulting, Sorsi & Morsi |

## Allenatori e presidenti
| Allenatori - 1928-1943 ... - 1943-1944 Inattivo - 1944-1969 ... - 1969-1970 ... Dino da Costa - 1970-1980 ... - 1980-1981 Celestino Boragine - 1981-1983 ... - 1983-1984 Claudio Di Pucchio - 1984-1985 Giovanni Ardemagni Celestino Boragine Dino Ballacci - 1985-1986 Dino Ballacci - 1986-1991 ... - 1991-1982 ? Gentile - 1992-1993 ? De Chiara ? Di Paolo - 1993-1996 ... - 1996-1997 ? Milanese Celestino Boragine - 1997-1998 ... - 1998-1999 Stefano Sanderra - 1999-2000 Gaetano Musella - 2000-2001 ... Luigino Pasciullo - 2001-2002 Ennio Mastalli - 2002-2003 Vincenzo Cosco Andrea Pensabene - 2003-2004 Manuele Domenicali (1ª-21ª) Lamberto Leonardi (22ª-30ª) Manuele Domenicali (31ª-34ª e play-out) - 2004-2005 Inattivo - 2005-2010 ... - 2010-2011 Silvio Di Prisco - 2011-2012 Pasquale Logarzo - 2012-2013 Francesco Farina - 2013-2014 Alberto Savino Giovanni Renna Santo Mazzullo Massimo Scagliarini Michele Califano - 2014-2015 Pierluigi De Bellis - 2015-2016 Pierluigi De Bellis (1ª-25ª) Carmelo Gioffrè (26ª-34ª e play-out) - 2016-2018 Fabio Di Rienzo - 2018-2019 Massimo Silva - 2019-2020 Michele D'Ambrosio - 2020-2021 Fabio Di Rienzo - 2021-2022 Antonio Pecoraro (1ª-5ª) Pierluigi De Bellis (6ª-30ª e play-off) - 2022-2023 Pierluigi De Bellis - 2023- Domenico Farrocco | Presidenti - 1928-1943 ... - 1943-1944 Inattivo - 1944-1980 ... - 1980-1984 Remo Pontarelli - 1984-1986 Michele Nunziata - 1986-2003 ... - 2003-2004 Ilona Monika Kwajnik - 2004-2005 Inattivo - 2005-2010 ... - 2010-2013 Gianni Monfreda - 2013-2014 Claudio Pucciarelli Saverio De Benedictis Antonio Gialloreto Duilio Petrarca - 2014-2015 Domenico Scarselli Luca Carbone Eugenio Venditti - 2015-2017 Luigi Mazzocco - 2017-2019 Mario Mariani - 2019-2021 Vincenzo Giannini - 2021- Francesco Paolo Traisci |

## Palmarès

### Competizioni interregionali
- Serie D: 1

2002-2003 (girone G)
- Campionato Interregionale: 1

1983-1984 (girone G)

### Competizioni regionali
- Eccellenza: 5

1997-1998, 2010-2011, 2014-2015, 2017-2018, 2023-2024
- Campionato italiano di terza divisione: 1

1934-1935 (girone C)
- Coppa Italia Dilettanti Molise: 4

1997-1998, 2010-2011, 2014-2015, 2021-2022

## Statistiche e record

### Partecipazione ai campionati nazionali
| Livello | Categoria                       | Partecipazioni | Debutto   | Ultima stagione | Totale |
| ------- | ------------------------------- | -------------- | --------- | --------------- | ------ |
| 4º      | Serie C2                        | 3              | 1984-1985 | 2003-2004       | 6      |
| 4º      | Serie D                         | 3              | 2015-2016 | 2024-2025       | 6      |
| 5º      | Campionato Interregionale       | 4              | 1981-1982 | 1986-1987       | 13     |
| 5º      | Campionato Nazionale Dilettanti | 2              | 1994-1995 | 1998-1999       | 13     |
| 5º      | Serie D                         | 7              | 1999-2000 | 2013-2014       | 13     |

### Partecipazione ai campionati regionali
| Livello | Categoria             | Partecipazioni | Debutto   | Ultima stagione | Totale |
| ------- | --------------------- | -------------- | --------- | --------------- | ------ |
| I       | Terza Divisione       | 3              | 1927-1928 | 1934-1935       | 37     |
| I       | Promozione            | 12             | 1956-1957 | 1989-1990       | 37     |
| I       | Campionato Dilettanti | 2              | 1957-1958 | 1958-1959       | 37     |
| I       | Prima Categoria       | 3              | 1959-1960 | 1961-1962       | 37     |
| I       | Eccellenza            | 17             | 1992-1993 | 2023-2024       | 37     |
| II      | Prima Categoria       | 4              | 1970-1971 | 1990-1991       | 6      |
| II      | Promozione            | 2              | 1991-1992 | 2009-2010       | 6      |
| III     | Prima Categoria       | 1              | 2005-2006 | 2005-2006       | 1      |

## Tifoseria

### Storia
Il primo gruppo storico dell'Isernia furono i Vikings, gruppo nato con l'approdo degli isernini in Serie D nel 1981, gruppo poi scomparso nel 1987 con il fallimento della società. Successivamente, nel 1994 nasce lo storico gruppo dei Cherokee gruppo ancora attivo, mentre nel 2007 nascono gli Squilibrati, oggi sciolti. Nel 2014 nascono i No one can stop this generation!, che attualmente insieme ai Cherokee 1994 rappresentano gli unici due gruppi organizzati attivi nella scena ultras pentra.

### Gemellaggi e rivalità
La tifoseria pentra sostiene delle amicizie con le tifoserie di Manfredonia e Terracina. Nel 2015 nasce l'amicizia con gli ultras della Maceratese, ma a causa del passare degli anni il rapporto si è perso pur mantenendo rispetto reciproco. Dal 2022 intercorrono ottimi rapporti con la tifoseria della C.S. Vultur 1921 (Rionero in Vulture).
Rivalità e inimicizie esistono con la tifoseria laziale del Cassino, con gli abruzzesi della Vastese e con i marchigiani della Recanatese. Tuttavia le più accese sono nei riguardi delle corregionali: Campobasso, Termoli, Venafro.